# Johann Kopp (politik)
Johann Kopp (14. června 1860 Benkov – 13. března 1942 Benkov) byl rakouský a český politik německé národnosti, na počátku 20. století poslanec Moravského zemského sněmu a Říšské rady.

## Biografie
Vychodil základní školu a gymnázium. Působil jako majitel zemědělské usedlosti v rodném Benkově. Byl starostou Benkova a členem vedení spolku Bund der Deutschen in Mähren. Roku 1902 byl zvolen na Moravský zemský sněm.
Počátkem 20. století se zapojil i do vysoké politiky. V zemských volbách roku 1902 byl zvolen na Moravský zemský sněm, za kurii venkovských obcí, obvod Mohelnice, Zábřeh, Uničov. Mandát obhájil v zemských volbách roku 1906. Po volební reformě šlo nyní o německý obvod Olomouc okolí, Uničov, Přerov atd. Opětovně zde byl zvolen i v zemských volbách roku 1913. V roce 1902 se uvádí jako všeněmecký kandidát a obecní radní v Benkově. Do voleb roku 1906 šel za Freialldeutsche Partei (Svobodná všeněmecká strana, později oficiálně Deutschradikale Partei neboli Německá radikální strana).
Ve volbách do Říšské rady roku 1907, konaných poprvé podle všeobecného a rovného volebního práva, získal rovněž mandát v Říšské radě (celostátní zákonodárný sbor) za německý obvod Morava 17. Usedl do poslaneckého klubu Německý národní svaz, v jehož rámci reprezentoval Německou radikální stranu. Mandát obhájil ve volbách do Říšské rady roku 1911 za týž obvod. Zasedal opět za německé radikály v Německém národním svazu. Ve vídeňském parlamentu setrval do zániku monarchie.Profesně byl k roku 1907 uváděn jako majitel hospodářství.
Po válce zasedal v letech 1918–1919 jako poslanec Provizorního národního shromáždění Německého Rakouska (Provisorische Nationalversammlung).